# Дзінай (острів)
О́стрів Дзіна́й (яп. 地内島, じないとう, МФА: [d͡ʑinai̯toː]) — безлюдний острів вулканічного походження в західній частині Тихого океану. Складова групи островів Ідзу, один з малих островів групи. Належить селу Ніїдзіма області Ніїдзіма префектури Токіо, Японія. Розташований на заході острова Ніїдзіма. Має форму букви Г, обернену ліворуч. Найвища точка — 76,6 м.

## Галерея

Дзінай на карті островів Ідзу